# Huffyuv

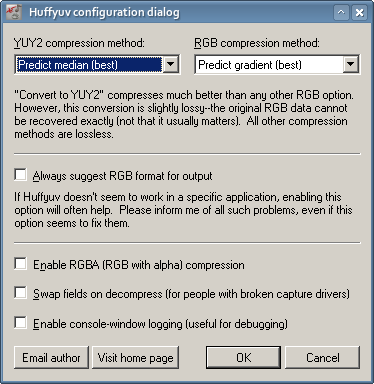
Konfigurační dialog ve Windows

Huffyuv (nebo také HuffYUV) je velmi rychlý bezztrátový obrazový (video) kodek, jehož autorem je Ben Rudiak-Gould. Je uvolněn pod licencí GPL. Umožňuje komprimovat video ve formátu YUY2 (ve skutečnosti ne YUV ale YCbCr), RGB a RGBA. Rychlost komprese dosahuje až 38 MiB/s na 416 MHz procesoru Intel Celeron. Algoritmus je podobný bezztrátové kompresi JPEG-LS v tom, že je predikována hodnota následujícího pixelu a chyba (rozdíl) je zakódována pomocí Huffmanova kódování.
Huffyuv byl původně určen pouze pro Microsoft Windows, ale byl nakonec zahrnut také do FFmpeg a produktů na něm založených (např. MPlayer, MEncoder, FFMPEG2Theora a VLC media player), takže je platformně nezávislý.
Od roku 2002 není již kodek Huffyuv dále vyvíjen. Poslední verze tohoto kodeku je 2.1.1. Vývoj naopak pokračuje u jeho forku, kodeku Lagarith.